# Kungshuset, Kungsgatan

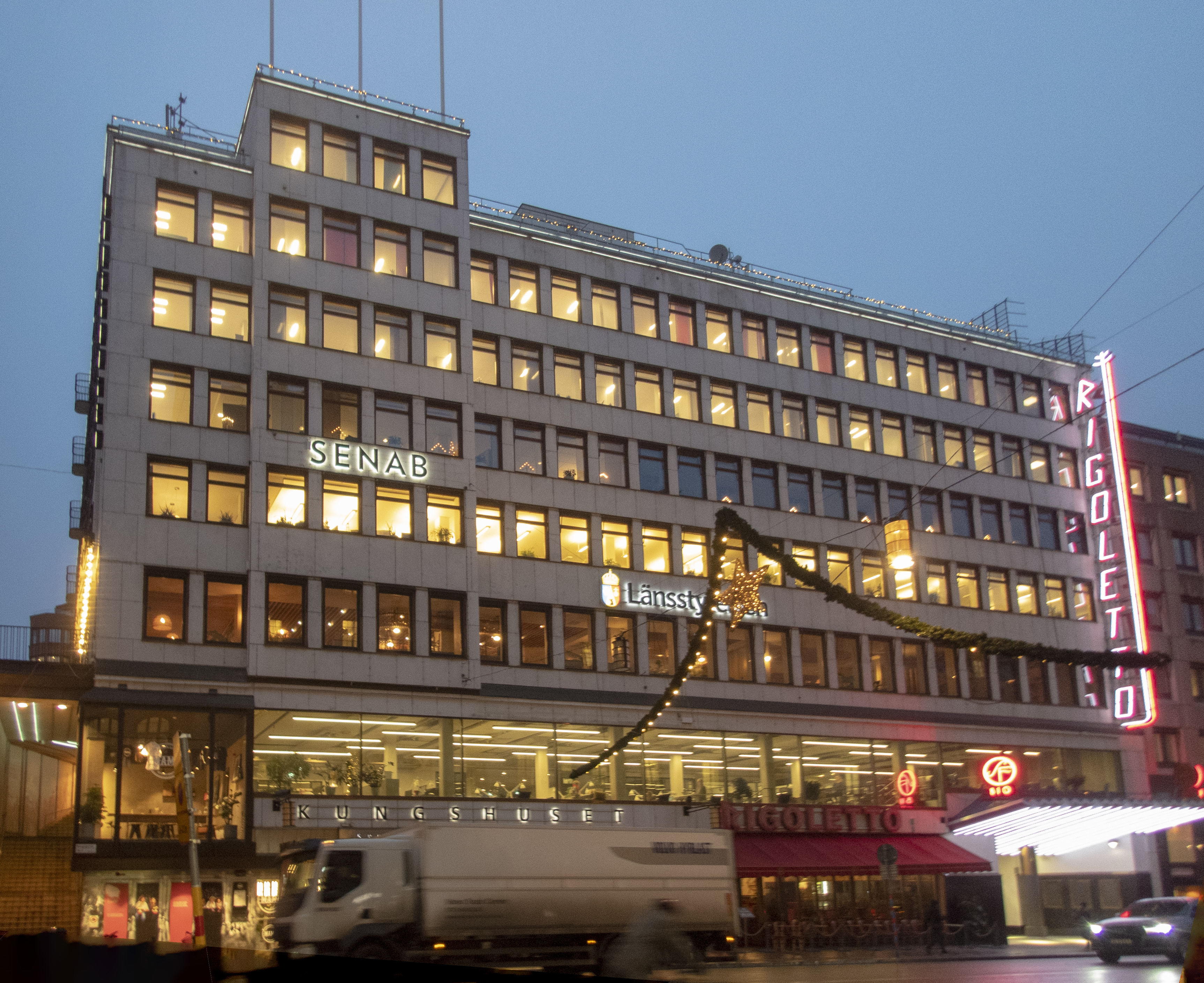
Kungshuset

Kungshuset är en kontors- och affärsfastighet på Kungsgatan 16–18 på Norrmalm i centrala Stockholm. Byggnaden är belägen vid Regeringsgatans bro över Kungsgatan och har också fasad mot Regeringsgatan och Brunnsgatan. Byggnaden uppfördes 1938–1940 av byggmästaren Gösta Videgård och är ett tidigt exempel på svensk funkisarkitektur med en fasad i slipad, ljus kalksten. Arkitekter för fastigheten var Hagstrand & Lindberg genom arkitekt Rolf Hagstrand.
Fastigheten innehåller 16 600 kvm lokaler och har fastighetsbeteckningen Kåkenhusen 37.
Huset har 9 våningar plus två källarvåningar men på grund av nivåskillnaden är fasaden mot Regeringsgatan bara sju våningar hög. De två översta våningarna är indragna och försedda med terrasser. I bottenvåningarna mot Kungsgatan finns biografen Rigoletto kvar från byggåret. Tidigare låg här Ambassadeurs restaurang- och nöjeslokaler. Biograflokalerna ritades av Rolf Engströmer medan restauranglokalerna utformades av Sture Frölén. I bottenvåningen mot Regeringsgatan finns bakfickan Kåken och butikslokaler, medan resten av huset består av kontorslokaler. En öppen trappa förbinder Regeringsgatan med Kungsgatan.
Byggnaden uppfördes av byggherren Gösta Videgård genom sitt bolag AB Byggindustri och kom att ägas av företaget AB Kungshuset som kontrollerades av Videgård. Efter Videgårds död 1952 kom huset, liksom resten av Videgårds förmögenhet, att tillfalla Ekhagastiftelsen.
Fastigheten ägs sedan 2016 av Folksam Fastigheter som förvärvade den från GIC Real Estate (Government of Singapore Investment Corporation) för, enligt tidningen Fastighetsvärlden, 1 510 miljoner kronor.

## Bilder

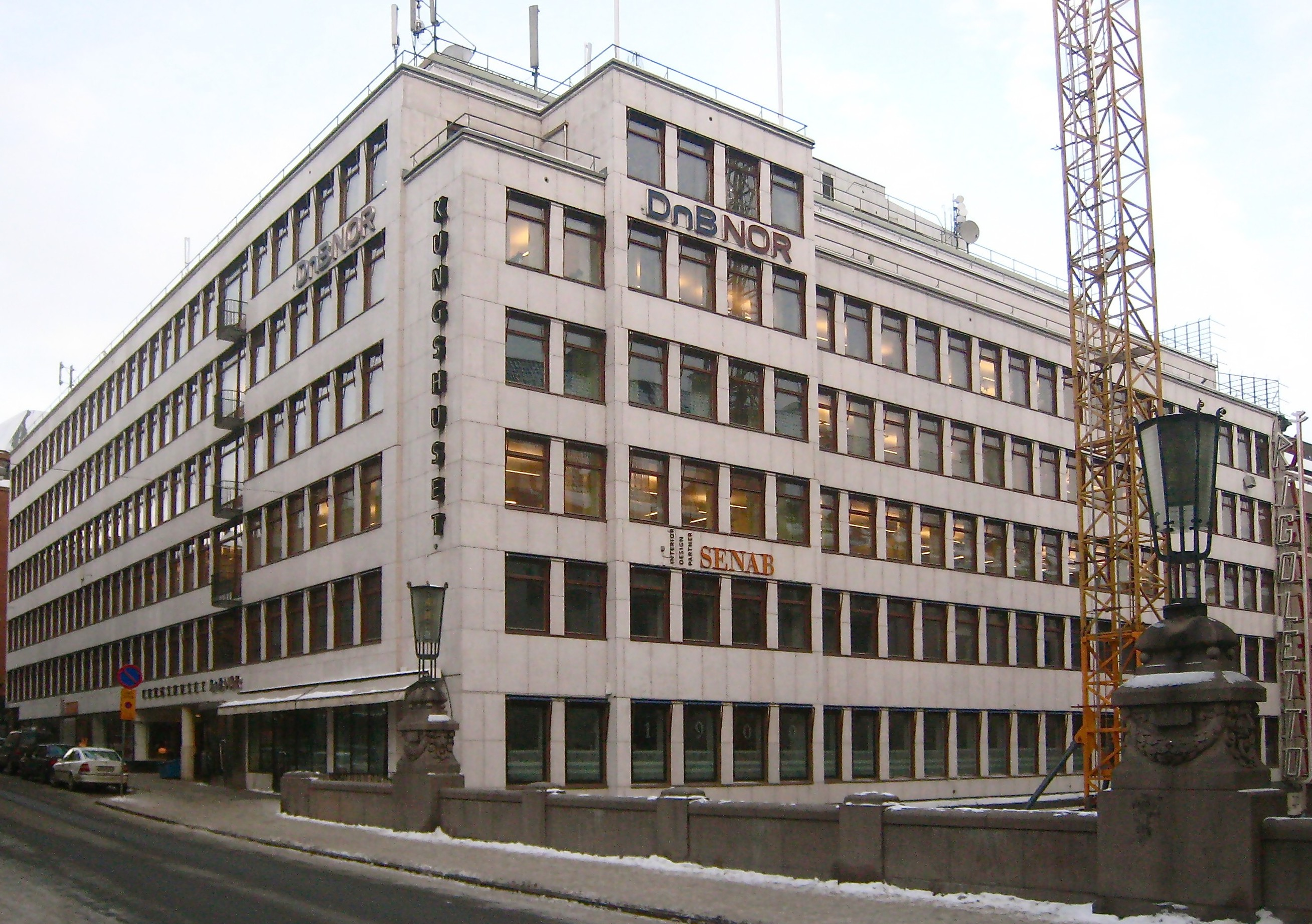
Huset sett från Regeringsgatans bro över Kungsgatan.
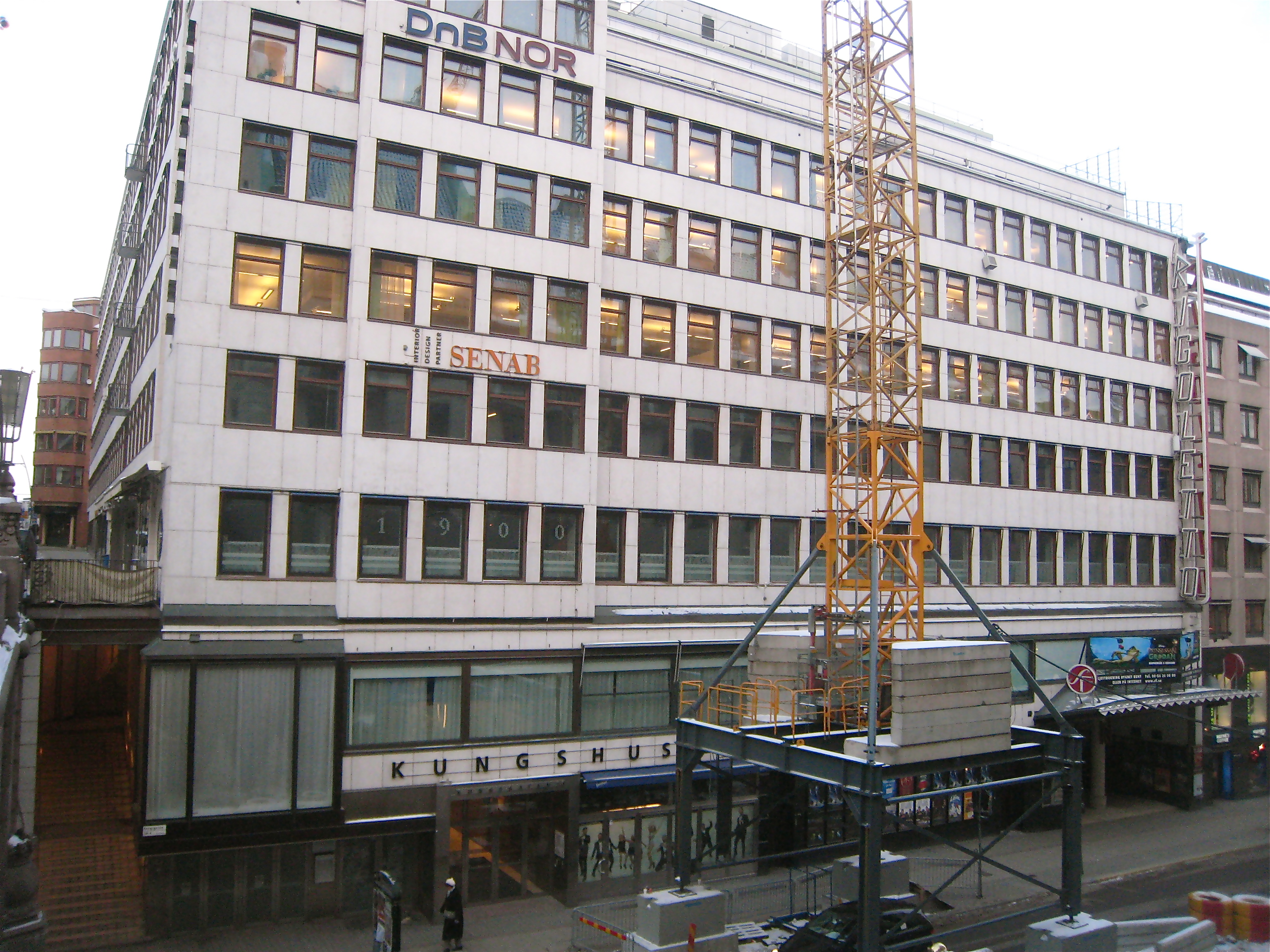
Fasad mot Kungsgatan. Till vänster restauranglokalerna och trappan, till höger biograf Rigoletto.
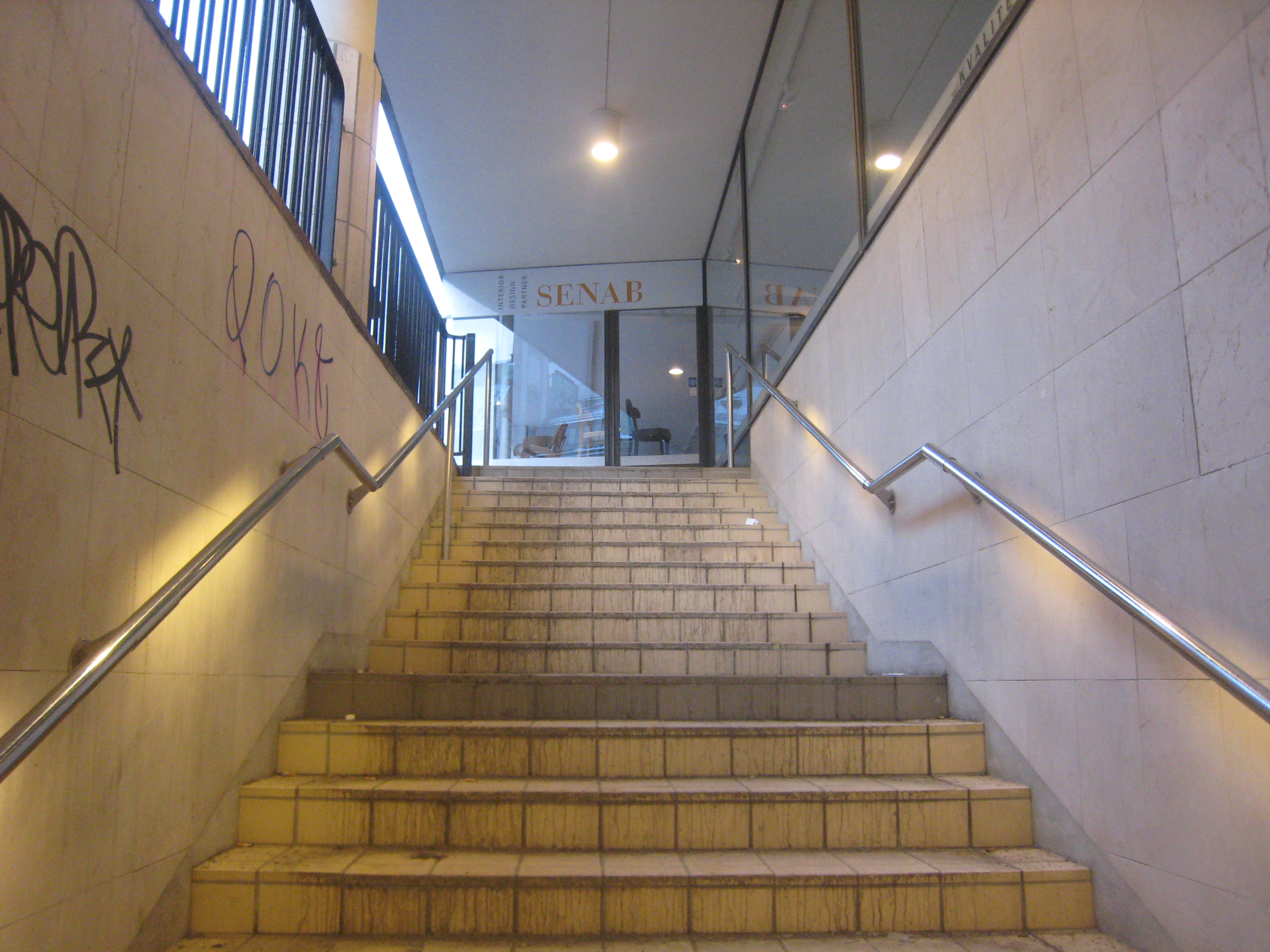
Trappan som förbinder gatorna.
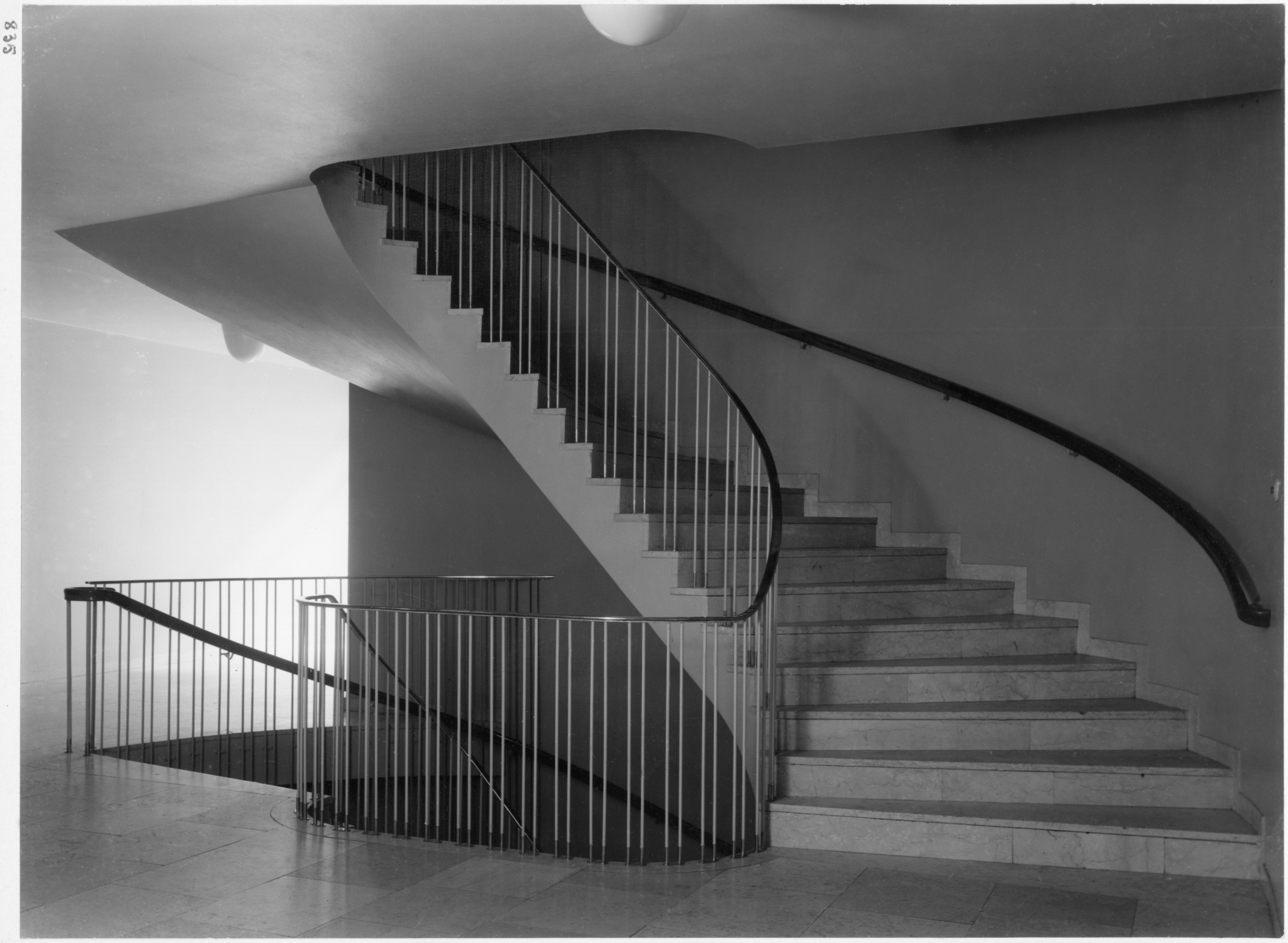
Spiraltrappa.